# علي شرعان
علي شرعان الشمري (مواليد 23 مارس 1994) هو لاعب كرة قدم سعودي.

## مسيرة اللاعب
لعب سابقاً في نادي الطائي و نادي الدرعية و نادي الغوطة و نادي عرعر.